# Land (película)
Land (Tierra en Hispanoamérica, En un lugar salvaje en España) es una película dramática dirigida por Robin Wright, convirtiéndose en su debut como directora. Está protagonizada por Wright, Demián Bichir y Kim Dickens. La película se estrenó en el Festival de Cine de Sundance de 2021 el 31 de enero y fue lanzada en los Estados Unidos el 12 de febrero de 2021 por Focus Features. Recibió críticas generalmente positivas de los críticos.

## Sinopsis
Cuando su vida se ve sacudida por una serie de inesperados acontecimientos, Edee pierde la habilidad de conectar con el mundo y la gente que una vez la rodeó. Hastiada de su vida, decide retirarse a un bosque en las Montañas Rocosas con unos pocos víveres. Pese a que la belleza de su nuevo hogar es incontestable, Edee sufre para lograr ajustarse a su nueva vida y especialmente al duro invierno que le espera a la vuelta de la esquina. Un día es descubierta al borde de la muerte por un cazador local que logra salvarla, pero su mayor reto llegará cuando trate de volver a aprender a vivir de nuevo.

## Elenco
- Robin Wright como Edee Holzer, una mujer que vive en el desierto
- Demián Bichir como Miguel Borrás, un cazador local
- Sarah Dawn Pledge como Alawa Crow, enfermera, amiga de Miguel
- Kim Dickens como Emma, hermana de Edee

## Producción

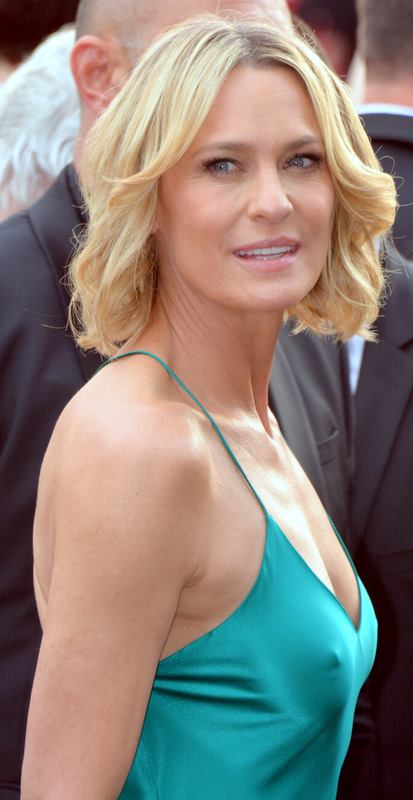
Robin Wright

En abril de 2019, se anunció que Wright protagonizaría y dirigiría la película, a partir de un guion de Jesse Chatham y Erin Dignam. En octubre de 2019, Bichir y Dickens se unieron al elenco de la película, con la distribución de Focus Features.
El rodaje comenzó en octubre de 2019 en Alberta, Canadá, y duró 29 días.

## Estreno
La película se estrenó en el Festival de Cine de Sundance de 2021 el 31 de enero de 2021 y unos días más tarde de forma teatral en los Estados Unidos el 12 de febrero. También como vídeo bajo demanda el 5 de marzo.

## Recepción

### Taquilla
Land recaudó 899 010 dólares en 1 231 teatros en su primer fin de semana –con $ 1.1 millones en el marco de cuatro días–, terminando quinto en la taquilla.

### Crítica
En Rotten Tomatoes, la película tiene un índice de aprobación del 69% según 127 reseñas, con una calificación promedio de 6.6/10. El consenso de los críticos del sitio web dice: «Las hermosas vistas de la Tierra no pueden compensar un vacío en su centro»." En Metacritic, tiene un puntaje promedio ponderado de 62/100 basado en 29 críticos, lo que indica «críticas generalmente favorables». Las audiencias encuestadas por CinemaScore le dieron a la película una calificación promedio de B+ en una escala de A+ a F, mientras que el 73% de los espectadores en PostTrak le dieron una puntuación positiva y el 42% dijo que definitivamente la recomendaría.